# Alojz Ajdič
Alojz Ajdič, slovenski skladatelj, * 6. september 1939, Fojnica (pri Sarajevu).

## Življenjepis
Na Akademiji za glasbo v Ljubljani je leta 1968 diplomiral iz kompozicije.

## Pomembnejša dela
- Fatamorgana, za pozavno in klavir in simfonični orkester
- Druga simfonija (1992)
- Taborišče Ravensbrück, kantata  (1980)
- Tretja simfonija, za tolkala in simfonični orkester (1996)
- Brata, opera

Leta 1997 je prejel nagrado Prešernovega sklada.